# Poljubinj
Poljubinj (in italiano Polubino, desueto) è un paese della Slovenia, frazione del comune di Tolmino.

Comprende le frazioni di Planina Stador e Poljubinjske Ravne.

## Storia
Nel 1379 il patriarca Marquardo di Randeck affittò l'attiguo castello di Tolmino con tutti i redditi e proventi della contrada, con i diritti annessi e con la gastaldia al Capitolo di Cividale.
Dal 1420 la Gastaldia di Tolmino passò sotto il dominio della Repubblica di Venezia.
Nel 1509, durante la guerra austro-veneta, le truppe austriache al ritorno da un infruttuoso assedio di Cividale occuparono Tolmino e l'attiguo territorio.
Col successivo Trattato di Noyon (1516), poi sancito da quello di Worms (1521), venne confermata la sua assegnazione, assieme al resto dell'alta valle dell'Isonzo, alla Monarchia asburgica nel territorio goriziano come parte della Signoria di Tolmino.
Con il trattato di Schönbrunn del 1809 entrò a far parte delle Province Illiriche, confinando lungo l'Isonzo con il Regno d'Italia napoleonico.
Col Congresso di Vienna nel 1815 tornò in mano asburgica nel Regno d'Illiria come comune autonomo. All'epoca della costituzione del comune catastale di Polubino, esso comprendeva anche l'attiguo insediamento di Prapetna (Prapetno), per poi divenire una frazione del comune di Tolmino.
Dopo la prima guerra mondiale passò, come Tolmino, da cui dipendeva, al Regno d'Italia venendo incluso nella provincia di Gorizia e, in seguito all'abolizione della stessa Provincia nel 1923, successivamente nel circondario di Tolmino della provincia del Friuli.

Nel 1927 passò alla nuova provincia di Gorizia.
Fu soggetto alla Zona d'operazioni del Litorale adriatico (OZAK) tra il settembre 1943 e il maggio 1945. Dal giugno 1945, Tolmino e la maggior parte del suo comune trovandosi ad est della Linea Morgan entrarono nella zona ad amministrazione jugoslava.

Nel 1947, a seguito del trattato di Parigi, anche il resto del comune entrò definitivamente a far parte della Jugoslavia.
Dal 1991 fa parte della Slovenia.

### Corsi d'acqua
- fiume Isonzo (Soča)
- torrente Tolminca[13] (Tolminka)
- torrente Gadica.[3]

## Alture principali
Tolminski Triglav 1466 m, Kobala 1080 m, Poloje 981 m, Kuk 651 m.